# David Horst
David Horst (Pine Grove, 15 ottobre 1985) è un ex calciatore statunitense, di ruolo difensore.

## Carriera
Il 16 agosto 2008 fa il suo debutto nel calcio professionistico con il Real Salt Lake, durante la partita contro gli Houston Dynamo.
Nei due anni successivi viene girato in prestito, prima all'Austin Aztex e poi al Puerto Rico Islanders. 
Il 24 novembre 2010 viene ingaggiato dal Portland Timbers.
Il 17 dicembre 2013 passa agli Houston Dynamo.
Il 26 gennaio 2017 firma per una stagione con il Real Salt Lake.